# Kamila Valijeva
Kamila Valerjevna Valijeva, ryska: Камила Валерьевна Валиева, född 26 april 2006 i Kazan, är en rysk konståkare. Hon vann guld i fridans vid konståknings-EM i Tallinn 2022. Vid vinter-OS 2022 var Valijeva inblandad i en dopningsskandal. I januari 2024 meddelades det att Idrottens skiljedomstol stänger av Valijeva från tävlande i fyra år, med start från den 25 december 2021.